# Skorpionschnecke

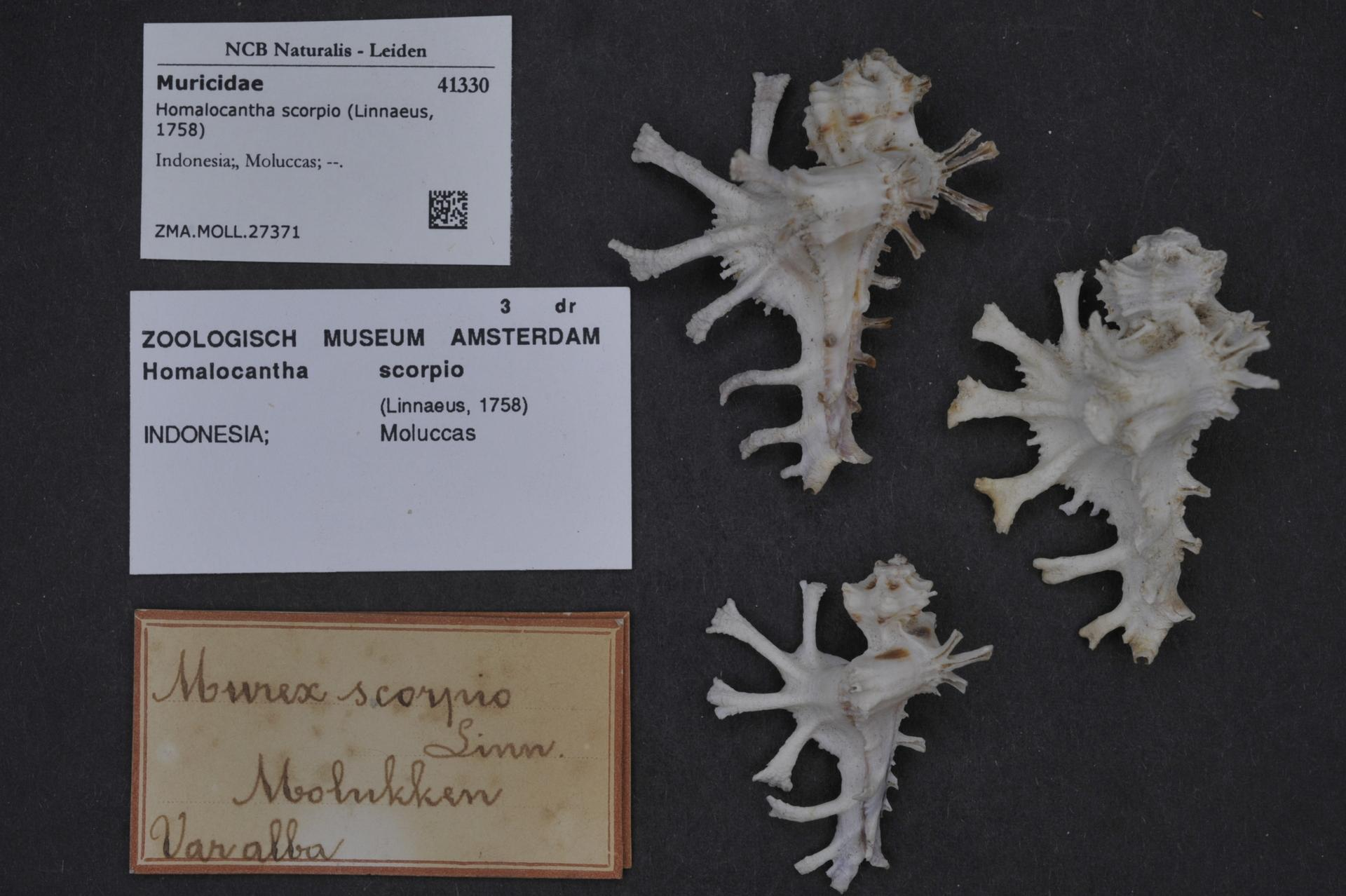
Museumsstücke für Homalocantha scorpio (Linnaeus, 1758), Naturalis

Die Skorpionschnecke (Homalocantha scorpio) ist eine Schnecke aus der Familie der Stachelschnecken (Muricidae), die im Indopazifik verbreitet ist.

## Merkmale
Das längliche, nach zum Apex hin etwas kopfförmige Schneckenhaus von Homalocantha scorpio, das bei ausgewachsenen Schnecken eine Länge von bis zu 5,5 cm erreicht, hat einen großen Körperumgang, der 70 bis 80 Prozent der Gehäuselänge einnimmt, ein sehr kurzes Gewinde und eine kleine, runde Mündung, die in einen eher kurzen Siphonalkanal ausläuft. Das Gehäuse ist mit fünf Reihen von Sprossen besetzt, die an der Spitze fast handförmig ausgebreitet sind. Die schwarzen Wülste sind gezähnt, der letzte Wulst größer mit viel größeren, am Ende eher hammerförmigen Sprossen. Die Naht am letzten Umgang ist zusammengeschnürt. Die Grundfarbe ist blass rötlich, ins Braune übergehend, kann aber auch von weiß bis schokoladenbraun variieren. Die ist Mündung weiß.

## Verbreitung, Lebensraum und Lebensweise
Die Skorpionschnecke tritt im Indopazifik auf, so etwa im Roten Meer, auf den Molukken und den Philippinen, wo sie auf Korallenriffen zu finden ist. Über Lebensweise, Ernährung, Reproduktionszyklus oder die Anatomie der Schnecke gibt es bisher keine wissenschaftlichen Untersuchungen.

## Bedeutung für den Menschen
Homalocantha scorpio, lange Zeit unter dem Originalnamen Murex scorpio von Linné bekannt, wird wegen seines Gehäuses gesammelt, das als Schmuck verkauft wird.